# Joachim Pilz
Joachim Pilz (* 24. Dezember 1932 in Krotoszyn (Polen); † 13. Januar 2012) war ein deutscher Politiker (CDU). Er war von 1991 bis 1993 Oberbürgermeister der Stadt Chemnitz.

## Leben
Joachim Pilz erlernte den Beruf eines Maschinenschlossers, bevor er ein Hochschulstudium mit Abschluss als Dipl.-Ing. absolvierte. Von 1957 bis 1990 arbeitete er als wissenschaftlicher Mitarbeiter im Forschungszentrum des Werkzeugmaschinenbaus und seiner Vorgängerinstitutionen. Pilz promovierte 1976 zum Dr.-Ing.
Im Jahr 1990 trat Pilz in die CDU ein. Von Juni 1990 bis April 1991 war er Stadtverordneter und Bürgermeister der westsächsischen Stadt Chemnitz. Als Nachfolger von Dieter Noll, der wegen Vorwürfen von Kompetenzüberschreitung und Unterwanderung des Stadtrates zurückgetreten war, übernahm er am 1. Juni 1991 zunächst amtierend die Amtsgeschäfte und wurde schließlich am 3. Juli 1991 zum Oberbürgermeisters von Chemnitz gewählt. Im September 1993 wurde Pilz vom Stadtrat abgewählt und der von den Ratsfraktionen SPD, PDS, FDP und Bündnis 90/Grüne unterstützte SPD-Kandidat Peter Seifert zu seinem Nachfolger bestimmt. Der Spiegel resümierte, dass Pilz in seinem Amt überfordert gewesen sei und ebenso wie Noll „drei Jahre lang vor allem Chaos an[gerichtet habe]“.
Anschließend war er als Immobilienbeauftragter der Landesbank Sachsen LB tätig. Ab Ende der 1990er stand Pilz neun Jahre lang dem Diözesanrat des Bistums Dresden-Meißen vor. In Anerkennung seiner Verdienste verlieh ihm Bischof Joachim Reinelt 2007 die St.-Benno-Medaille des Bistums.
Er starb am 13. Januar 2012 nach langer schwerer Krankheit.